# Rhododendron opulentum
Rhododendron opulentum är en ljungväxtart som beskrevs av Herman Otto Sleumer. Rhododendron opulentum ingår i släktet rododendron, och familjen ljungväxter. Inga underarter finns listade i Catalogue of Life.